# تغذية دولية (منظمة)
تغذية دولية، مبادرة المغذيات الدقيقة (MI) سابقًا، هي وكالة دولية غير ربحية مقرها في كندا تعمل على القضاء على نقص الفيتامينات والمعادن في البلدان النامية. على الرغم من أن الجسم غالباً ما يتطلبه بكميات قليلة جداً، إلا أن الفيتامينات والمعادن - المعروفة أيضاً بالمغذيات الدقيقة - تدعم مجموعة من الوظائف الحيوية بما في ذلك النمو، وظيفة المناعة وعمل العين، فضلاً عن نمو الجنين في المخ والجهاز العصبي، ونظام الهيكل العظمي. يعد نقص المغذيات الدقيقة أحد أشكال سوء التغذية وهو مشكلة صحية معترف بها في العديد من البلدان النامية. عالميًا، يعاني أكثر من ملياري شخص مع نقص الفيتامينات والمعادن.